# Paul Honkisch
Paul Honkisch (* 17. August 1924) ist ein ehemaliger deutscher Fußballspieler. Bei Hannover 96 und der SG Eisenhüttenwerk Thale spielte er in den Erstligamannschaften.

## Sportliche Laufbahn
Bereits als 17-Jähriger soll Honkisch in der Gauligamannschaft von Hannover 96 gespielt haben. Er sei unter anderem in den Spielzeiten 1941/42 und 1942/43 in jeweils zwei Tschammerpokal-Spielen eingesetzt worden; in den Begegnungen Hannover 96 – SV Linden 07 (1941, 2. Runde, 5:1) und Fortuna Leipzig – Hannover 96 (1942, 1. Runde, 4:2) habe er jedes Mal ein Tor erzielt. Für die Annahme, bei dem damaligen Gastspieler Pawlik habe es sich um Honkisch gehandelt, scheint es aber keinen Beleg zu geben. Nach dem Ende des Zweiten Weltkriegs ließ sich (der tatsächliche) Paul Honkisch in der Altmark nieder.
1947/48 tauchte bei Hannover 96 zu Beginn der Frühjahrsserie erneut ein Spieler namens „Pawlik“ auf, der angeblich kurz zuvor aus Kattowitz ausgereist war und deshalb – als vereinsloser Flüchtling – keine Sperrfrist abwarten musste. Er wurde zweimal eingesetzt, erzielte beim 2:5 gegen den Hamburger SV beide Tore für 96, verschwand dann aber wieder aus den Spielberichten. Erst sehr viel später kam heraus, dass es sich in Wahrheit um Paul Honkisch gehandelt hätte, der als (inoffiziell) so genannter „Zonenspringer“ das Team verstärken sollte. Der Deutsche Fußball-Ausschuss hatte jedoch kurz zuvor diese gängige Praxis per Fellbacher Beschluss untersagt und das Einhalten der vorgeschriebenen dreimonatigen Sperre bei Vereinswechsel nochmals ausdrücklich vorgeschrieben.
Bis 1950 spielte Honkisch bei der ZSG Salzwedel. In dem Jahr wurde die SG Eisenhüttenwerk (kurz: EHW Thale) Fußballmeister von Sachsen-Anhalt. Anschließend qualifizierte sich die Mannschaft über eine Aufstiegsrunde für die Saison 1950/51 der DDR-Oberliga und im August desselben Jahres gewann sie den FDGB-Pokal. Honkisch war noch nicht dabei, wurde aber zur neuen Saison in den Oberligakader des Neulings aufgenommen und bestritt sein erstes Punktspiel am siebten Saisonspiel in der Begegnung SG EHW – Aktivist Brieske-Ost (5:2). Sein erstes Oberligator schoss Honkisch beim 5:3-Heimsieg gegen die SG Lichtenberg 47 am 11. Spieltag. Er erzielte den 4:3-Zwischenstand. In den 17 Punktspielen der Oberliga-Hinrunde wurde er siebenmal eingesetzt und kam auf zwei Tore. Nach der Winterpause wechselte Honkisch zurück nach Salzwedel. Er spielte dort in der Landesklasse und half mit etlichen Toren, den Abstieg zu vermeiden, tauchte aber später nicht mehr im höherklassigen Fußball auf.

## Verweise
1. ↑  vgl. zum Beispiel worldfootball.net, abgerufen am 18. Juni 2016.
2. ↑  In den Aufstellungen der betreffenden Spiele taucht in der Fachpresse (vgl. Fußball-Woche Nrn. 31 und 34 vom 4. bzw. 26. August 1941, S. 8 bzw. 5 f.) der Name Honkisch nicht auf, wohl aber Pawlik
3. ↑  siehe erstmals Hans-Heinrich Kellner in: Hardy Grüne (Hg.), 100 Jahre Hannover 96 / Der Ball, der Rasen, die Roten, Kassel 1995, S. 158.
4. ↑  Die Neue Fußball-Woche Nr. 2 vom 9. Januar 1951, S. 18.

| Personendaten    | Personendaten            |
| ---------------- | ------------------------ |
| NAME             | Honkisch, Paul           |
| KURZBESCHREIBUNG | deutscher Fußballspieler |
| GEBURTSDATUM     | 17. August 1924          |